# Deutschland privat – Im Land der bunten Träume
Deutschland privat – Im Land der bunten Träume ist ein Filmprojekt von Robert van Ackeren aus dem Jahr 2007 und die Fortsetzung zu Deutschland privat – Eine Anthologie des Volksfilms, einer kommentarlosen Zusammenstellung diverser Amateurfilme.

## Rezeption
- „Robert van Ackeren kompiliert erneut private deutsche Amateurfilme. Mit deutlicher Schlagseite hin zum Erotisch-Expliziten werden dabei verschiedenste Themen vom Coming-Out bis zum Alltag in der DDR angerissen, wobei bei insgesamt mäßiger Qualität einige spannende Einblicke in Mentalitäten, Lebenswelten und verklemmte Sehnsüchte gelingen. Ein schlüssiges Konzept ist in der Zusammenstellung indes nicht zu erkennen.“ (Lexikon des internationalen Films)[2]
- „Soziologische, (film-)historische Landeskunde findet statt, miefig und munter, bieder und biestig, spröde und spritzig. So entsteht ein amüsantes, durchaus erhellendes Filmalbum aus fünf Jahrzehnten, ein bisschen voyeuristisch vielleicht, ein wenig spekulativ – aber immer ganz nah dran am Objekt der Begierde. Deutsch-Deutsches höchst privat – nicht mehr, nicht weniger.“ (tvmovie.de)[3]
- „Robert van Ackeren scheint die Reste seines Archivs verwertet zu haben. Es fehlt das wirklich Provokante, dafür dominiert der voyeuristische Blick durchs Schlüsselloch und die Missachtung der naiven Protagonisten.“ (br-online.de)[4]

## Hintergrund
Deutschland privat – Eine Anthologie des Volksfilms entstand aus dem Zusammenschnitt diverser Zusendungen von privaten Super-8-Filmen, zu der van Ackeren durch Anzeigenschaltung im Jahr 1979 aufgerufen hatte. Der Nachfolgefilm basiert ebenfalls im Wesentlichen auf Filmen aus dieser Zeit.
Der Film kam am 21. Juni 2007 in die deutschen Kinos.